# Archibald Scott Couper
Archibald Scott Couper, född den 31 mars 1831 i Kirkintilloch  Skottland, död den 11 mars 1892 i Kirkintilloch, var en skotsk kemist, som tidigt föreslog en teori om kemisk struktur och bindning.

## Biografi
Couper var son till en förmögen textilfabrikör nära Glasgow. Han studerade vid universiteten i Glasgow och Edinburgh och intermittent i Tyskland under åren 1851–1854. Han började sina formella studier av kemi vid universitetet i Berlin hösten 1854, därefter år 1856 i Charles Adolphe Wurtz privata laboratorium vid medicinska fakulteten i Paris (nu universitetet i Paris V: René Descartes.
Couper publicerade sin "On a new chemical teory" på franska i komprimerad form den 14 juni 1858, och i mera detaljerade dokument samtidigt på franska och engelska i augusti 1858. Coupers idé om att kolatomer kan länkas till varandra enligt sina valenstal var oberoende av den uppsats i augusti där Kekulé föreslog samma koncept. (August Kekulé hade redan föreslagit tetravalens hos kol år 1857.) Men genom ett missförstånd med Wurtz, kom Kekulés papper i tryck först, i maj 1858, och därigenom fick Kekulé hela uppmärksamheten för upptäckten av självlänkningen av kolatomer.
I december 1858 fick Couper ett erbjudande om en assistenttjänst från University of Edinburgh. Emellertid började Coupers hälsa att försämras efter den besvikelse han upplevt. I maj 1859 drabbades han av ett nervöst sammanbrott, och lades in på en institution som privatpatient. Efter några återfall var hans hälsa nu bruten, och han tillbringade de sista 30 åren av sitt liv med vård av sin mor.
Coupers forskning skilde sig från Kekulés på flera sätt. Han var i motsats till Kekulé öppen för tanken på tvåvärda kolatomer. Han gav många fler lösta formler i sin uppsats än Kekulé, och hade i två fall även föreslagit (hetero)cykliska formler, som kunde ha påverkat Kekulé i hans senare förslag av bensenringen. Couper ansatte atomvikt för syre till 8 istället för 16, varför det finns dubbelt så många syreatomer i Couper formler som i Kekulés. Därtill använde Couper prickade linjer eller streck mellan atomerna i sina formler, mer lika senare tiders formelstilar. I detta avseende hade hans arbete förmodligen mer inflytande på de tidiga strukturella teoretikerna som Aleksandr Mikhailovich Butlerov och Alexander Crum Brown.